# Lars-Olov Almgren
Bertil Lars-Olov Almgren, född 23 juli 1926 i Uppsala, död 24 juni 2022 i Uppsala domkyrkoförsamling, var en svensk präst.
Almgren, som var son till kyrkoherden Hugo Almgren och Ruth Hagström, var teologie kandidat. Han blev kyrkoadjunkt i Harmångers och Jättendals församlingar 1952, komminister i Skogs och Lingbo församlingar 1959, kyrkoherde i Hanebo och Segersta församlingar 1965 och kontraktsprost i Ala kontrakt 1979. Han gav ut Spannmålsbod blir småkyrka (om Strömsbruks kyrka, 1963). Lars-Olov Almgren är begravd på Uppsala gamla kyrkogård.